# Reynaldo Sietecase
Reynaldo Luis Sietecase (Rosario, 12 de octubre de 1961) es un periodista y  poeta argentino.
Actualmente es analista político en Telefe noticias a las 20 en Telefe, conduce La inmensa minoría en Radio con vos y escribe en Minuto Uno.

## Biografía
Nació en el seno de una familia judía.
Sus primeros pasos en la literatura y en el periodismo los dio en su ciudad natal, Rosario. Allí editó su primera revista al finalizar el colegio secundario. En 1981 fue uno de los fundadores de El Poeta Manco, un grupo literario que, con sus recitales y acciones callejeras, desafió la censura de la dictadura. En 1984 publicó su primer libro de poemas. En 1983, con el retorno de la democracia comenzó a colaborar en Radio Nacional. 
Integró el grupo inicial de Rosario/12, el suplemento local del diario Página/12, y más tarde escribió columnas para el diario La Capital. A la par, trabajó en distintos programas de Radio Rivadavia y más tarde de Radio La Red y se desempeñó como analista de actualidad en CVN Cablevisión Noticias. 
En 1998 se instaló en Buenos Aires a donde fue convocado por Jorge Lanata, a quien acompañó en diversos proyectos periodísticos (Revista Veintitrés, Detrás de las noticias, Día D, y Crítica de la Argentina, entre otros). Trabajó en Radio del Plata con Fernando Bravo y condujo el ciclo Mañana es tarde. En radio Vórterix condujo durante cinco años el programa Guetap. 
Como escritor publicó novelas, cuentos, crónicas y poesía. Su primera novela, Un crimen argentino, en 2022 tuvo su versión cinematográfica, con producción de Warner Bros. y Pampa Films.

### Censura
En 2009 durante una emisión del programa periodístico Tres poderes en América TV -junto a Gerardo Rozín y Maximiliano Montenegro- entrevistó a Francisco De Narváez, por entonces diputado y también accionista de dicho canal.
Durante la entrevista consultó al empresario por un aumento irregular en su patrimonio, dado a conocer entonces por Página/12, y obtuvo una incómoda respuesta evasiva. Minutos después, mientras realizaba un comentario editorial de cierre, fue quitado del aire de forma abrupta.
Días más tarde Grupo América canceló Tres poderes, Lado salvaje -su programa en solitario en A24- y su programa en  Radio 10.
Por este hecho fue convocado a hablar en el Senado de la Nación durante el tratamiento de la Ley de Servicios de Comunicación Audiovisual.

## Trayectoria

### Prensa escrita
- Revista Veintitrés
- Crítica de la Argentina
- Periscopio
- Minuto Uno

### Radio
Radio Del Plata
- ¿Qué te parece?
- Lanata AM[3]
- Lanata PM
- Dicen que dicen[4]
- Mañana es tarde[5]

Vorterix
- Guetap[6]

Radio Con Vos
- La inmensa minoría[7]
- Pase lo que pase

### Televisión
América TV
- Detrás de las noticias
- Políticamente incorrecto[8]
- Día D[9]
- Tres poderes

Plus Satelital
- Lado salvaje

A24
- Lado salvaje

Telefe
- Baires directo
- Telefe noticias
- Telefe noticias a las 20
- Siglo 21 ATR[10]
- La Peña de Morfi

Canal 26
- 7KC[11]

### Libros
- 1986 Y las cárceles vuelan (poesía).
- 1989 Cierta curiosidad por las tetas (poesía).
- 1992 Instrucciones para la noche de bodas (poesía).
- 1994 El viajero que huye (libro de crónicas).
- 1996 Fiesta rara (poesía).
- 1997 Bares (libro de crónicas).
- 2000 Pintura negra (poesía).[12]
- 2002 Un crimen argentino (su primera novela), ISBN 978-950-511-790-1.[13]
- 2005 Hay que besarse más (poesía).
- 2007 Pendejos (libro de cuentos), Alfaguara, ISBN 978-987-04-0651-8.
- 2010 A cuántos hay que matar (novela), Alfaguara, ISBN 978-987-04-1403-2.
- 2010 Mapas para perderse (con el artista plástico Horacio Sánchez Fantino).
- 2011 No hay tiempo que perder (libro de crónicas), Aguilar.
- 2012 Kamikazes, los mejores peores años de la Argentina (investigación, periodismo), Aguilar, ISBN 978-987-04-2683-7.
- 2017 No pidas nada (novela), Alfaguara, ISBN 978-987-73-8351-5
- 2017 Desnudos de vidriera (ensayo fotogrático), ISBN 978-9873818-50-9.
- 2019 Nadie es de nadie (antología personal, poesía). ISBN 978-84-17825-28-7. España.
- 2020 Lengua sucia (antología poética). ISBN 978-84-2648099-6.[14]
- 2021: Periodismo, instrucciones de uso (ensayos. compilador)
- 2024: La rey (novela)

### Teatro
- Malditos (todos mis ex)[15] con Mariela Asensio.

## Premios y distinciones
- 2007: Premios Martín Fierro - Labor periodística masculina - Reynaldo Sietecase - ¿Qué te parece? y Lanata PM (Radio Del Plata) - Ganador[16]
- 2008: Premios Éter - Labor periodística - Reynaldo Sietecase - Mañana es tarde (Radio Del Plata) - Ganador
- 2009: Premios Éter - Labor periodística - Reynaldo Sietecase - Mañana es tarde (Radio Del Plata) - Ganador[17]
- 2011: Premios Éter - Labor masculina en AM - Reynaldo Sietecase - Mañana es tarde (Radio Del Plata) - Nominado[18]
- 2012: Premios Martín Fierro - Mejor labor periodística - Reynaldo Sietecase - Mañana es tarde (Radio Del Plata) - Ganador[19]
- 2013: Premios Tato - Mejor labor periodística - Reynaldo Sietecase - Telefe Noticias (Telefe) - Ganador[20]
- 2013 Premios Éter - Conductor de Radio AM/FM - Reynaldo Sietecase - Guetap (Vorterix) - Nominado[21]
- 2016: Premios Tato - Mejor labor periodística - Reynaldo Sietecase - Telefe Noticias (Telefe) - Ganador[22]
- 2017: Premios Tato - Mejor labor periodística - Reynaldo Sietecase - Telefe Noticias (Telefe) - Ganador[23]
- 2017: Premios Konex - Diploma al Mérito (categoría Radial) - Reynaldo Sietecase[24]